# Terminal Access Controller Access-Control System
TACACS (ang. Terminal Access Controller Access-Control System) – protokół uwierzytelniania, używany do komunikacji ze zdalnym serwerem uwierzytelniania, stosowany w sieciach Unix.
Umożliwia on komunikację zdalnego serwera z serwerem uwierzytelniania w celu określenia czy użytkownik posiada prawo dostępu do sieci. Domyślnie wykorzystuje port 49 protokół TCP lub UDP (RFC 1492 ↓). Protokół został opracowany i jest własnością CISCO System. Jego następcą jest zupełnie nowy protokół TACACS+.